# Крістіан Естервольд
Крістіан Естервольд (норв. Kristian Østervold, 16 січня 1885 — 29 липня 1960) — норвезький яхтсмен.
Олімпійський чемпіон 1920 року в класі 12 метрів (за правилами 1907 року).